# カナダ植民地行政評議会
カナダ植民地行政評議会 (カナダしょくみんちぎょうせいひょうぎかい、英語:Executive Council of the Province of Canada)はイングランドにおける内閣に類似した機能をもつ連合カナダ植民地の機関である。ただし、1841年の設立から48年まではカナダ植民地立法議会に対する責任はもっていなかった。日本語では執行参事会と訳されることもある。
当初、行政評議会の評議員は総督に対して助言する立場にあったが、後にはカナダ植民地首相に対して助言するようになった。評議員はかならずしも立法議会の議員である必要はないが、たいていはカナダ植民地立法評議会の評議員ではあった。評議員はカナダ・イーストとカナダ・ウェストの双方から選ばれるが、任命制で、しばしば終身で地位を保持した。本評議会はもともとアッパー・カナダ行政評議会とロワー・カナダ行政評議会を統合再編したものである。1841年に設立され、1867年にカナダ枢密院に発展解消されるまで、存在した。
行政評議会はカナダ植民地のさまざまな首府を転々としていた。
- キングストン 1841-1843年
- モントリオール 1843-1849年
- トロント 1849-1852年
- ケベック・シティ 1852-1856年
- トロント 1856-1858年
- ケベック・シティ 1859-1866年
- オタワ 1866-1867年

## 行政評議会議長
- W:William Morris (Canadian businessman) 1846-1848年
- W:James Leslie (Canadian politician) 1848年
- W:Philip Michael Matthew Scott VanKoughnet 1856年
- W:George Brown (Canadian politician) 1864年6月30日-1865年12月
- W:Adam Johnston Fergusson Blair 1866年